# ميلينكوي (بحيرة)
بحيرة ميلينكوي (بالأسبانية Laguna Melincué) هي بحيرة مغلقة تقع في مقاطعة سانتا في في الأرجنتين.
تبلغ مساحتها حوالي 120 كم مربع ويبلغ ارتفاع منسوب المياه بها حوالي 86 متر فوق مستوى سطح البحر.
وفي أوقات الجفاف تصبح مياه البحيرة مالحة.